# Robert Hoffstetter
Pour les articles homonymes, voir Hoffstetter.
Robert Hoffstetter, né le 11 juillet 1908 et mort le 29 décembre 1999, est un herpétologiste et paléontologue français.

## Biographie
Agrégé de sciences naturelles (1937), il fut chercheur au CNRS puis professeur de paléontologie des vertébrés à l’Université Pierre-et-Marie-Curie (Paris 6).